# سوسکچه‌های عصر گوندوآنا
سوسکچه‌های عصر گوندوآنا(نام علمی: Caridae) نام یک تیره از بالاخانواده سوسکچه است.